# François Harouard de Suarez d'Aulan (1864-1910)
Marie Guénin François Harouard de Suarez d'Aulan,  dit François d'Aulan, né le 7 juin 1864 à Livourne et mort le 7 février 1910 à Aulan, est un militaire, cavalier et homme politique français.

## Biographie

### Famille
Fils d'Arthur Harouard de Suarez d'Aulan, il épouse en 1898 Madeleine de Geoffre de Chabrignac, fille d'Alfred et d'Isabelle David de Gheest, et remariée à Achille Adam.

Il est le père de Jean d'Aulan.

### Carrière militaire
Lieutenant de cavalerie de réserve au 19e régiment de dragons, il pratiqua le sport hippique et participa à plusieurs courses et concours où il remporta de nombreux prix.

### Carrière politique
François d'Aulan fut député de la Drôme de 1898 à 1902. Membre de diverses commissions, se disant nationaliste plébiscitaire, il participe à divers débats. Il développe notamment une interpellation sur l'attribution de la Légion d'Honneur à un administrateur de la société des chalets de nécessité et à un grand couturier parisien (23 mars 1900); la vigueur de son attaque faillit mettre en minorité le gouvernement Waldeck-Rousseau ; il se fait retirer la parole au cours d'une question qu'il posait au ministre de la Guerre sur les mutations d'office d'officiers au 18e régiment de dragons.
Il fut conseiller municipal de Paris (quartier de Chaillot) où il habitait, et conseiller général de la Seine de 1904 jusqu'à sa mort. Il siège à la Commission d'administration générale et est chargé des rapports sur la Garde républicaine et les mairies de Paris.

## Sources
- « François Harouard de Suarez d'Aulan (1864-1910) », dans le Dictionnaire des parlementaires français (1889-1940), sous la direction de Jean Jolly, PUF, 1960 [détail de l’édition]